# Luiz Antonio Ribeiro
Luiz Antonio Ribeiro, mais conhecido como Luizão (São Paulo, 22 de outubro de 1968), é um treinador de futebol e ex-futebolista brasileiro que atuou como meio-campista. 
Durante a década de 1990 jogou por vários clubes tradicionais brasileiros, como CA Juventus, Cruzeiro, Portuguesa, AD São Caetano, Comercial-RP e Vila Nova.[carece de fontes?]
Depois de terminar a carreira como jogador de futebol, começou a carreira como treinador de futebol. [carece de fontes?]
De 2015 até 2019, ele foi o técnico da seleção brasileira de futebol feminino sub-17 na Copa do Mundo Feminina Sub-17 da FIFA 2016 e na Copa do Mundo Feminina Sub-17 da FIFA 2018.
Em 2020 ele foi treinador da equipe sub-20 do Clube Atlético Juventus.
Atualmente ele é o treinador da Associação Desportiva Guarulhos